# 三星Galaxy Ace 4
三星Galaxy Ace 4是由三星電子生產的Android智能手機。Galaxy Ace 4在2014年6月發表，在8月開始發售，為Ace 3的後續機種。其LTE機型也於2014年公佈。